# Glückliche Reise – Rio
Glückliche Reise – Rio  (auch Glückliche Reise – Brasilien) ist ein deutscher Fernsehfilm von Stefan Bartmann.  Die Produktion des ersten Teils und Pilotfilms der Fernsehreihe Glückliche Reise erfolgte im Juli 1991 in Rio de Janeiro. Der Film hatte seine Premiere am 6. Januar 1992 auf ProSieben.

## Besetzung
Die Flugzeugbesatzung besteht aus Kapitän Viktor Nemetz (Juraj Kukura), seinem Co-Piloten Rolf Erhardt (Volker Brandt) sowie den Stewardessen Hilde Sieloff (Sabine Kaack), Sabine Möhl (Alexa Wiegandt) und Petra Lotz (Jennifer Nitsch). Die Reiseleiter Sylvia Baretti und Armin Jobst werden von Conny Glogger und Amadeus August gegeben. Als Gastdarsteller sind Wolfgang Wahl, Eva Maria Bauer, Gisela Peltzer und Michael Kausch zu sehen.

## Handlung
Kapitän Viktor Nemetz hat auf dieser Reise mit zwei Problemen zu kämpfen. Zum einen hat ihm seine Frau Elke unmittelbar vor Abflug mitgeteilt, dass sie die Scheidung wünscht. Zum anderen möchte sein missgünstiger Co-Pilot Rolf Erhardt ihn in Rio mit Hilfe der Stewardess Sabine in eine Falle locken, so dass er den Weiterflug versäumt. Der Plan geht allerdings schief, denn Sabine entdeckt ihr Herz für den Kapitän.
Der junge Mitreisende und Konditor Herbert Lütgers begleitet seine Mutter auf dieser Reise. Frau Lütgers gibt vor, schwer krank zu sein und möchte so den Sohn an sich binden. Bald durchschaut Herbert aber das Spiel seiner Mutter. Mit der Hilfe der Reiseleiterin Sylvia Baretti beginnt er sich vom Einfluss der bestimmenden Dame zu lösen.
Der pensionierte Kriminalbeamte Karl Gräbel wittert zum Missfallen seiner Frau auch im Urlaub überall Verbrechen. Zufällig kommt er einem Betrugsversuch auf die Spur. Eine junge Brasilianerin behauptet, von Reiseleiter Armin Jobst einen Sohn zu haben. Karl Gräbel kann nachweisen, dass diese Behauptung nicht der Wahrheit entspricht.